# Task Force Harrier
Task Force Harrier est un jeu vidéo de type shoot them up développé par UPL, sorti en 1989 sur borne d'arcade. Il a été adapté en 1991 sur Mega Drive, rebaptisé Task Force Harrier EX.

## Accueil
- Famitsu : 24/40[1]